# Lucius Valerius Flaccus (consul en -261)
Pour les articles homonymes, voir Valerius Flaccus.
Lucius Valerius Flaccus est un sénateur romain du IIIe siècle av. J.-C.

## Biographie
Nous ne connaissons pas ses origines car il est le premier membre connu de sa famille à devenir sénateur. Toutefois, il est très probable qu'il soit apparenté au Lucius Valerius Flaccus qui est maître de cavalerie en 321 av. J.-C. Il est probablement le grand-père de son homonyme qui fut consul en 195 av. J.-C.
Il est consul en 261 av. J.-C. avec Titus Otacilius Crassus, durant la quatrième année de la première guerre punique.  Les consuls de l'année précédente se sont emparés d'Agrigente, succès majeur qui entraîne le ralliement à Rome de plusieurs cités de l'intérieur de la Sicile, et selon Polybe, c'est à partir de cette situation que le Sénat romain décide de faire la conquête de l'île. Sur le terrain, Polybe rapporte laconiquement que les consuls Valerius et Otacilius « faisaient dans la Sicile tout ce que l'on pouvait attendre d'eux ». Partant de Segeste, ils s'emparent de la forteresse de Mazarin, mais ils échouent à prendre Mytistraton (en) malgré un siège de sept mois, tandis que le port sicilien de Camarina puis Enna passent du côté des Carthaginois,.